# سهولة اللفظ
سهولة اللفظ عذوبته، كذا في المستدرك. وضده التعقيد. وقال صاحب محيط المحيط السهولة والظرافة. وخلو اللفظ من التكلف والتعقيد والتعسف في السبك، مثل قول مجنون ليلى:
أليس وعدتني يا قلب أني
إذا ما تبت عن ليلى تتوب
فها أنا تائب عن حب ليلى
فما لك كلما ذكرت تذوب